# Georges Berger (gymnastique)
Pour les articles homonymes, voir Georges Berger et Berger (homonymie).
Georges Berger, né le 1er mai 1897 à Louvroil et mort le 16 novembre 1952 à Trith-Saint-Léger, est un gymnaste artistique français.

## Biographie
Georges Berger remporte avec l'équipe de France de gymnastique la médaille de bronze au concours général par équipes aux Jeux olympiques d'été de 1920 à Anvers.
Il exerce la profession d'ajusteur.